# Bad Godesberger Tunnel
Der Bad Godesberger Tunnel (auch Tunnel Bad Godesberg) ist ein knapp zwei Kilometer langer Straßentunnel der Bundesstraße 9. Er führt unter der Innenstadt von Bonn-Bad Godesberg hindurch.
Der am 28. August 1999 nach siebenjähriger Bauzeit eröffnete Tunnel verfügt über zwei nach Fahrtrichtungen getrennte Röhren, die an den beiden Enden in jeweils zwei gemeinsame Ausfahrten münden. Das nördliche Tunnelportal mündet auf die Godesberger Allee, das südliche auf die Koblenzer Straße. Neben den Tunneleinfahrten der B 9 gibt es am südlichen Ende eine Ausfahrt in Richtung Heiderhof und am nördlichen Ende eine Ausfahrt nach Friesdorf.

## Geschichte
Erste Pläne zum Bau des Tunnels stammten aus den 1970er-Jahren, als die Bundesregierung begann, sich auf einen längerfristigen Verbleib in der ehemaligen Bundeshauptstadt einzurichten und deshalb einen Ausbau der Verkehrsinfrastruktur nötig fand. Diese Pläne waren lange Zeit umstritten. Neben den hohen Kosten wurden starke Beeinträchtigungen durch die Bauarbeiten und Nachteile für den Godesberger Einzelhandel befürchtet. Die Baukosten wurden mit 280 Millionen Euro angesetzt, betrugen aber schließlich nur 250 Millionen Euro.
Im Anschluss an die 1985 von der Stadt Bonn erreichten Zusage des Bundes zur Übernahme von 86 % der Gesamtkosten beschloss der Stadtrat am 17. Dezember des Jahres den Bau des Bad Godesberger Tunnels. Der lange Zeit im Zusammenhang mit dem Godesberger Tunnel geplante Reutertunnel im Norden der Stadt wurde dabei auf Eis gelegt und nie verwirklicht. Das Planfeststellungsverfahren für den Bau des Tunnels dauerte von 1989 bis 1992. Nachdem im Juni 1992 das Oberverwaltungsgericht grünes Licht gab, erfolgte am 13. September 1992 der erste Rammschlag. Am 28. August 1999 wurde der Straßentunnel mit einer Feier im Beisein von Bärbel Dieckmann, Franz Müntefering, Peer Steinbrück und anderer eröffnet.
Am Tag darauf wurde er für den Verkehr freigegeben. Die Ein- und Ausfahrt Friesdorf war im September 2000 fertig. Nach Plänen des Bonner Architekten Karl-Heinz Schommer entstanden an beiden Tunneleingängen die Lüftergebäude Nord und Süd.
Die beiden Tunnelröhren verlaufen nicht parallel, da bei der Planung Wert darauf gelegt wurde, dass sie vorwiegend in öffentlichem Grund und Boden verlaufen. Daher führt die Röhre in Richtung Süden genau unterhalb der vormals oberirdischen B 9 entlang und die andere Röhre verläuft hinter der östlichen Häuserreihe der Bundesstraße. Es wurden vier private Gebäude vor dem Bau des Tunnels erworben und abgerissen. Die Realisierung wurde durch die Unterquerung dicht bebauten Gebietes, der Linken Rheinstrecke der Deutschen Bahn sowie der Bahnstrecke Bonn–Bad Godesberg der Bonner Stadtbahn erschwert.
Der Tunnelbau führte zu Neuordnungen im Bad Godesberger Straßennetz. So wurde z. B. der erste, enge Teil der Koblenzer Straße zwischen Aennchenplatz und Am Kurpark für den Individualverkehr gesperrt.
Täglich fahren etwa 36.000 Fahrzeuge durch den Tunnel; die Verkehrsbelastung der Bad Godesberger Innenstadt ist entsprechend zurückgegangen.

## Tunneleigenschaften
Der Tunnel wurde ohne Standstreifen oder Nothaltebuchten gebaut. Daher ist die Geschwindigkeit auf 50 km/h begrenzt. Vier Geschwindigkeitsüberwachungsgeräte wurden installiert. Beim ADAC-Tunneltest 2004 erhielt der Tunnel die Note gut.
Die erhöhten Sicherheitsrichtlinien für Straßentunnel erfüllte der Godesberger Tunnel nicht mehr vollständig. Die daher notwendigen Bauarbeiten sollten zwischen 2008 und 2009 in zwei Bauphasen bei Kosten von rund fünf Millionen Euro erfolgen. Weil nach Angaben der Stadt Bonn das Land Nordrhein-Westfalen seinen Finanzierungsanteil an der Maßnahme noch nicht ausgezahlt hatte, erfolgte der erste Bauabschnitt erst von April bis November 2012 bei Kosten von 2,3 Millionen Euro. Der zweite Bauabschnitt folgte Juli 2018 bis Februar 2020 mit 9,35 Millionen Euro Kosten.

## Der Tunnel als Schutzbau
Der Godesberger Tunnel ist einer der letzten Schutzräume (Bunker), die vom Bund bezuschusst wurden. Er bietet Platz für bis zu 7.200 Schutzsuchende. Mit Toren an den Enden der Hauptröhren wird der Bunker verschlossen. Der Zugang erfolgt dann über Schleusen und Notausgänge. Die Tunnelröhren sind über zwei Querstollen verbunden. Zwischen den Röhren befinden sich Sozial- und Technikräume. Der Bunker verfügt über eine Trinkwasserversorgung. Eine längere Nutzung dieser Schutzeinrichtung erfordert Vorbereitungen; unter anderem sind Lebensmittel einzulagern.